# آی‌کار (مجله)
آی‌کار (انگلیسی: ICar) یک مجله اتومبیل منتشر شده توسط فیوچر پی‌ال‌سی در بریتانیا بود.
در ماه مه ۲۰۱۱ به عنوان یک مجله ماشین فصلی (هر ۳ ماه یک بار) ویرایش شده توسط جرمی لایرد راه‌اندازی شد.
هدف این مجله پوشش دادن اتومبیل‌های زیادی بود. اما عمر کوتاهی داشت و تنها با ۲ شماره در اوت ۲۰۱۱ بسته شد.